# Zhou Weihui
Wei Hui (kineski: 周卫慧, pinyin: Zhōu Wèi Hùi) (rođena 1973.) je kineska spisateljica najpoznatija po svom erotskom romanu "Shanghay Baby" objavljenom 1999. Jedna od nasljednica Henryja Millera.
Njen roman uspoređivan je sa samom Rakovom obratnicom. 40.000 primjeraka u Kini je javno spaljeno zbog nemorala i veličanja dekadentne zapadne kulture.